# Metamitron
Metamitron (ISO-naam) is een selectief herbicide uit de groep van triazinonen. Het wordt toegepast in de suiker- en voederbietenteelt en in de teelt van bloembollen en bolbloemen (tulpen, narcissen, irissen en lelies).
Metamitron werd in het begin van de jaren '70 van de 20e eeuw ontwikkeld door Bayer. De octrooibescherming is voorbij, en het wordt nu door verschillende fabrikanten geproduceerd en onder vele verschillende merknamen verkocht, waaronder Goltix, Chief, Corner, Kombo, Beetix, Metafol, Metatron, Metomat, Mitron, Tornado en Trema.

## Werking
Het is een systemisch herbicide dat als blad- of als bodemherbicide kan gebruikt worden. Het wordt hoofdzakelijk opgenomen door de wortels en verspreidt zich doorheen de plant. De werking berust op de remming van de fotosynthese in de planten. Het is werkzaam tegen eenjarige onkruiden; maar weinig of niet tegen bijvoorbeeld kleefkruid, eenjarig bingelkruid, wilde haver of Europese hanenpoot.

## Regelgeving
De Europese Commissie heeft metamitron in december 2008 opgenomen in de lijst van toegelaten gewasbeschermingsmiddelen. De geldigheidsperiode loopt van 1 september 2009 tot 31 augustus 2019.